# RM9355
RM9355 є хімічно пекулярною зорею спектрального класу
B9 й має видиму зоряну величину в смузі V приблизно 11,7.

## Пекулярний хімічний вміст
Зоряна атмосфера RM9355 має підвищений вміст
Si
.